# Nordenbergsskolan

Nordenbergsskolan är en kommunal gymnasieskola i Olofströms kommun i Blekinge län. Tillsammans med Klaragymnasiet är Nordenbergsskolan den enda gymnasieskolan i Olofströms kommun.

## Utbildningsprogram
- Barn- och fritidsprogrammet
- Ekonomiprogrammet
- Elprogrammet
- Fordonsprogrammet
- Handel- och administrationsprogrammet
- Holje Träningsverksamhet - Individuella programmet
- HSF, Hantverk, Service, Fritid - fyraårigt specialprogram med delar ur hantverksprogrammet och handelsprogrammet
- Industriprogrammet
- Individuella programmet
- Naturvetenskapsprogrammet
- Samhällsvetenskapsprogrammet
- Teknikprogrammet